# Schizm III: Nemezis
Schizm III: Nemezis, est un jeu vidéo d'aventure développé par Detalion Games et édité par PlayWay S.A.. C'est la suite de Schizm: Mysterious Journey et Schizm II: caméléon. Contrairement aux jeux précédents, l'intrigue n'est pas écrite par le célèbre écrivain australien de science-fiction Terry Dowling. Le jeu devrait sortir sur la plateforme Steam. Le jeu est sorti en juillet 2021.

## Trame
Dans Schizm III: Nemezis, le joueur retourne sur la belle planète d'Argilus en tant que Amia et Bogard, deux touristes séduits par une offre promotionnelle, dans l'espoir de vacances agréables et relaxantes.